# Voar (álbum de Santamaria)
Voar é o terceiro álbum de estúdio da banda portuguesa Santamaria.

Contém 13 faixas sendo 2 remisturas e um megamix. Foi lançado em 31 de Maio de 2000 pela editora Vidisco, com a produção a cargo de Tony Lemos e Lucas Jr..
O megamix na faixa final é feito a partir de sucessos dos dois álbuns anteriores: "Eu sei tu és…"/"Tudo p'ra te amar"/"Não dá para viver sem ti"/"Falésia do amor".
Deste trabalho, 3 temas ("A voar (em ti)", "Castelos na areia (Funny game)" e "Quando o amor chega (chega ao coração)") seriam escolhidos para integrar as duas primeiras compilações da banda: Boogie Woogie, lançada em 2003, e Hit Singles, lançada em 2006, ambas pela Vidisco.
Para o primeiro álbum ao vivo da banda 10 Anos - Ao Vivo, lançado em 2008 pela Espacial, foram escolhidos deste trabalho 2 temas: "Castelos na areia (Funny game)" e "Quando o amor chega (chega ao coração)".

## Faixas
1. "A voar (em ti)" (Tony Lemos / Lucas Jr.)
2. "Quero tudo (e muito mais)"
3. "Castelos na areia (Funny game)" (Rui Batista / Tony Lemos)
4. "És um delírio"
5. "Ver o que tu vês"
6. "No teu universo"
7. "Quando o amor chega (chega ao coração)" (Manuel Guimarães / Tony Lemos, Lucas Jr.)
8. "Estou fora de mim"
9. "Sempre, sempre iguais"
10. "Renascer em ti"
11. "A voar (em ti)" Power by DJ Lucana
12. "A voar (em ti)" Power by DJ Jashook
13. "Megamix" "Eu sei tu és…"/"Tudo p'ra te amar"/"Não dá para viver sem ti"/"Falésia do amor"